# Кишметьево
Кишме́тьево (тат. Кишмәт) — село в Арском районе Республики Татарстан. Входит в состав Качелинского сельского поселения. Постоянное население отсутствует.

## География
Село расположено на реке Атынка, в 8,7 километра к юго-западу от города Арск.